# Алие-султан
Алие́-султа́н (тур. Aliye Sultan), также Алийе́-султа́н (тур. Aliyye Sultan); 24 августа 1880 года, Стамбул — 17 либо 19 сентября 1903 года, там же) — младшая дочь и младший ребёнок османского султана Мурада V от его главной икбал (наложницы) Ресан Ханым-эфенди. Алие никогда не выходила замуж и умерла молодой.

## Биография

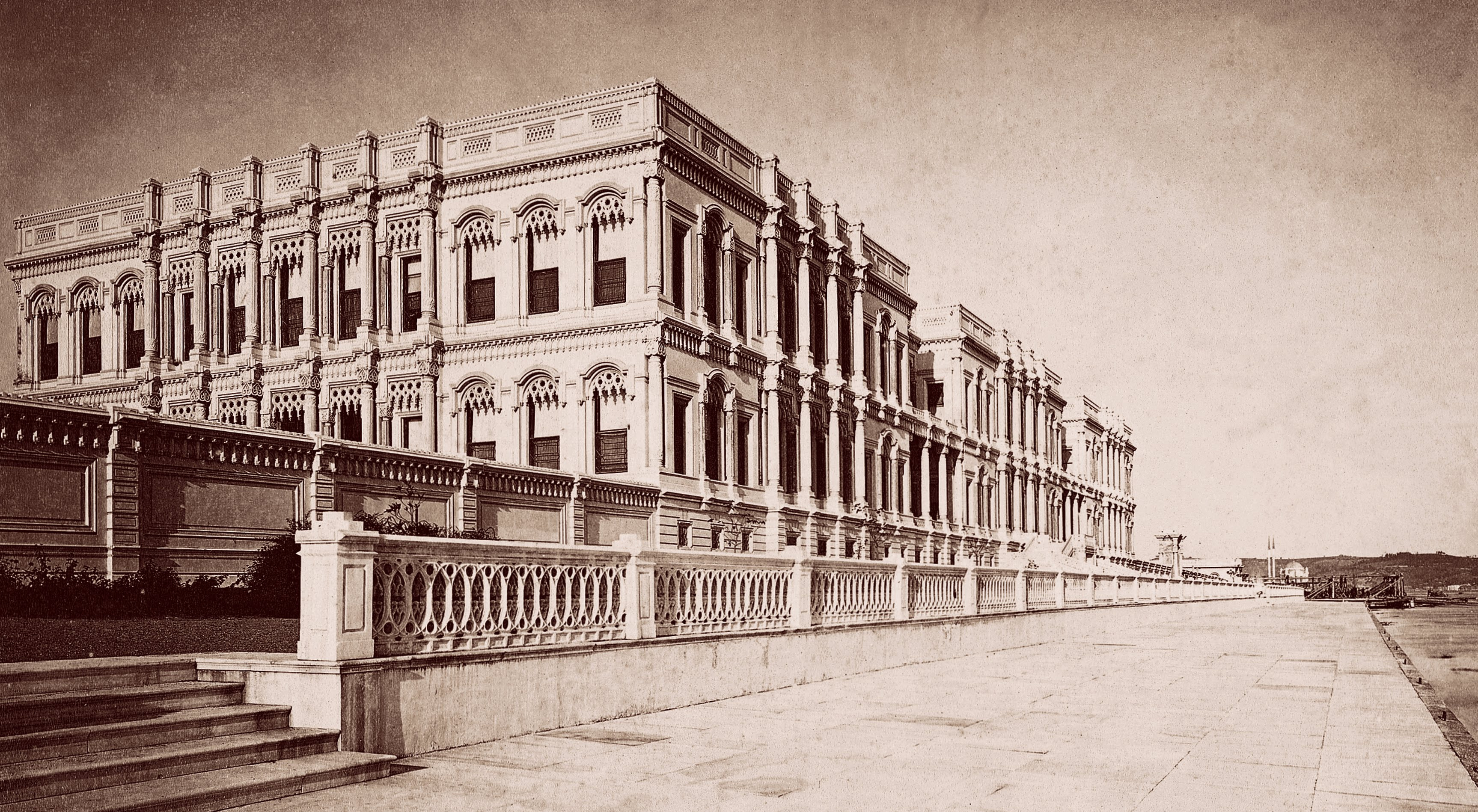
Вид на дворец Чыраган — место рождения Алие-султан. Фотография Паскаля Себа (конец XIX века)

Алие-султан родилась во дворце Чыраган в семье бывшего османского султана Мурада V (1840—1904), который с 1876 года находился в этом дворце фактически в заточении, и его главной икбал Ресан Ханым-эфенди (1860—1910), которая, предположительно, происходила из грузинской семьи Омер-бея и Фатьмы-ханым из Артвина. Турецкий историк Недждет Сакаоглу и турецкий мемуарист Харун Ачба указывают предполагаемым годом рождения Алие-султан 1880 год. Османист Энтони Олдерсон указывает годом её рождения 1879 год, при этом считая Алие-султан близнецом Фатьмы-султан, родившейся в июне 1879 года. Наложница Мурада V Филизтен Ханым-эфенди в мемуарах «28 лет во дворце Чыраган» пишет следующее: «Одна из икбал нашего Повелителя родила Фатьму-султан. А в 1296 (1880) вслед за Фатьмой-султан от Ресан-ханым родилась Алие-султан». Турецкий историк Чагатай Улучай пишет, что Алие-султан родилась в 11 часов утра во вторник 24 августа 1880 года. Этой же даты придерживается и турецкий историк Йылмаз Озтуна. У Алие-султан была только одна полнородная сестра Фатьма-султан, однако у неё было пятеро старших единокровных братьев и сестёр.
Хотя Алие-султан благополучно пережила младенчество и детские годы, замуж она не выходила и умерла молодой. Журналист Зия Шакир, редактор мемуаров Филизтен Ханым-эфенди, так пишет о её смерти: «Алие-султан после перенесённой простуды никак не могла выздороветь. Хотя врачи и говорили, что от болезни не осталось и следа, день ото дня она угасала». С позволения правящего султана Османской империи Абдул-Хамида II (её дяди) Алие-султан была перевезена во дворец Йылдыз — главную резиденцию султана — «для смены обстановки», однако здесь ей не стало лучше. «И там же она умерла». Чагатай Улучай, ссылаясь на турецкого историка Османа Ферита Саглама, пишет, что произошло это 17 сентября 1903 года. Недждет Сакаоглу предполагает, что Алие-султан умерла 19 сентября 1903 года. Энтони Олдерсон, не указывая конкретной даты, пишет, что Алие умерла молодой.
Алие-султан была похоронена в мавзолее каптан-ы дерьи Мехмеда Али-паши и его жены Адиле-султан в Эюпе. Семь лет спустя рядом с Алие-султан упокоилась её мать Ресан Ханым-эфенди, умершая 31 марта 1910 года.

## В культуре
Алие-султан является действующим лицом в романе Айше Гюльнев Османоглу «Золотая клетка Босфора» (англ. The Gilded Cage on the Bosphorus; 2020).